# Molen van Sint-Anneke
De Molen van Sint-Anneke (ook: Molen van 't Veertje) aan het Sint-Annastrand op de Linkeroever in de Belgische stad Antwerpen is een maalvaardige windkorenmolen.

## Geschiedenis
De molen werd oorspronkelijk gebouwd door de familie Geuens in Kwaadmechelen in Limburg. De molen, die toen Molen Zels werd genoemd, zou in 1937 worden gesloopt, omdat hij in de weg van het Albertkanaal stond. Hij werd toen verhuisd naar de Linkeroever in Antwerpen, nader bepaald naar het Sint-Annastrand waar hij op het dak van een horecazaak werd heropgebouwd. De molen werd echter niet in werkende staat gebracht. Een storm in 1990 beschadigde de molen zo zwaar dat hij dreigde neer te storten, waarna de molen werd gedemonteerd. De onderdelen werden opgeslagen achter het restaurant, waar ze jarenlang aan het weer blootgesteld werden. In februari 1996 stak een dakloze de onderdelen in brand toen hij een vuurtje stookte, waarna het nog vier jaar duurde eer de herbouw van de molen werd opgestart. De herbouw van de molen werd in 2001 afgerond, waarna hij in 2008 weer maalwaardig werd gemaakt. Aan de Molen van Sint-Anneke werd op 10 juni 1992 de monumentenstatus toegekend.

## Restauraties en onderhoud
De eerste restauratie werd door molenmaker Mariman uit Zele in 1974 uitgevoerd. De molen kreeg toen nieuwe roeden, een nieuw balkon, trap en kruiwerk en het afdak van de gesloten voet werd vernieuwd. De molen kwam echter niet in bedrijf en het verval keerde terug. Na de storm die de molen in 1990 beschadigde, liet de stad Antwerpen de molen door dezelfde molenmaker demonteren. Tot 1996 bestond de molen enkel als een verzameling onderdelen, en deze werden door een brand in 1996 vernield. Pas in 2000-2001 werd de molen door Thomaes Molenbouw uit Roeselare herbouwd. Tegelijkertijd werd een balustrade op het platform aangebracht voor de veiligheid van de bezoekers en de molenaar. De restauratie die 't Gebinte Molenbouw uit Erpe-Mere (Mere) uitvoerde in 2008 bracht de molen weer in maalvaardige staat.

## Molenaars en eigenaars
- na 1775: familie Geuens te Kwaadmechelen in Belgisch Limburg
- 1883: verkocht aan Juliaan Velghe-Van Roy, conducteur van bruggen en wegen te Beringen
- 1903: familie Zels; de molen kreeg de naam "Molen Zels"
- 1971: stad Antwerpen; in beheer van de vzw Levende Molens

## Technische gegevens
De molen werd opnieuw opgebouwd in 2000-'01 en heeft
- gelaste roeden van 24 m, fabricaat Peel
- twee koppels maalstenen